# 克拉薩維諾
60°58′N 46°29′E / 60.967°N 46.483°E
克拉薩維諾（俄语：Краса́вино）是俄羅斯沃洛格達州東北部的一個城市，位於北德維納河畔，距沃洛格達648公里、大烏斯秋格以北25公里。2002年人口8,211人。
1848年建立。1947年設市。